# Маларита
Маларита или Малорита (блр. Маларыта; рус. Малорита) град на крајњем југозападу Републике Белорусије. Административни је центар Маларицког рејона Брестске области. 
Према процени из 2012. у граду је живело 11.713 становника.

## Географија
Град је смештен у централном делу Малорицког рејона на крајњем југозападу Белорусије. Лежи на реци Маларити (по којој је и добио име) недалеко од њеног ушћа у реку Риту. Од административног центра области Бреста удаљен је 52 км источно. Кроз град пролази железница на линији Брест-Ковељ (УКР).

## Историја
У писаним изворима ансеље се први пут помиње 1546. као село Мала Рита. Након распада Пољско-литванске уније 1795. постаје делом Руске Империје. 
У насељу је 1803. отворена прва јавна школа. Према подацима сверуског пописа становништва из 1897. у насељу је живело 1.275 становника. 

## Становништво
Према процени, у граду је 2012. живело 11.713 становника.
| 1979. | 1989. | 1999. | 2009.  | 2012.  |
| ----- | ----- | ----- | ------ | ------ |
| 8.493 | 9.666 | 9.666 | 11.751 | 11.713 |